# Buellia stellulata
Buellia stellulata är en lavart som först beskrevs av Taylor, och fick sitt nu gällande namn av Mudd. Buellia stellulata ingår i släktet Buellia och familjen Physciaceae.  Arten är reproducerande i Sverige. Inga underarter finns listade i Catalogue of Life.